# Georgij Vasiljevič Florovskij
Georgij Vasiljevič Florovskij (28. srpna / 9. září 1893, Jelisavetgrad, Ruské impérium – 11. srpna 1979, Princeton, USA) byl pravoslavný kněz ruského původu, protojerej, náboženský myslitel, teolog, filozof a historik; člen ekumenického hnutí a jeden ze zakladatelů Světové rady církví (World Council of Churches). Postupně byl profesorem Pravoslavného teologického institutu sv. Sergeje v Paříži (1926–1939, 1947–1948) a profesorem a děkanem Pravoslavného duchovního semináře sv. Vladimíra v New Yorku (1948–1955), byl též profesorem na univerzitách v Harvardu a Princetonu.

## Život

### Dětství a mládí
G. V. Florovskij se narodil 28. srpna či 9. září 1893 v Jelisavetgradu (dnešní Kropyvnyckyj, střední Ukrajina) v rodině pravoslavného kněze. Bratr A. V. Florovského. V roce 1894 se rodina přestěhovala do Oděsy, kde otec získal místo představeného katedrálního chrámu a zároveň rektora oděského semináře. Již jako školák Florovskij studoval jazyky – angličtinu, němčinu, francouzštinu, latinu, řečtinu a hebrejštinu.
V roce 1916 absolvoval historicko-filozofickou fakultu Imperátorské novorossijské univerzity (nyní Oděská národní univerzita I. I. Mečnikova), kde navíc studoval dějiny filozofie a přírodní vědy. Podobně jako řada jeho současníků v období války a revoluce se už coby student snažil pochopit realitu prostřednictvím filozofie. „Osudy a minulost ruské teologie pro mě vždy byly historií, která vytváří současnost a v ní bylo nutné najít sebe sama,“ napsal pak mnohem později v předmluvě ke svým Cestám ruské teologie.

### Emigrace, pražské období
V roce 1920 Florovskij získal titul soukromý docent a zároveň tehdy emigroval. Jeho cesta vedla přes Bulharsko do Prahy, kde v té době našla útočiště řada představitelů ruské inteligence. V roce 1922 se v Praze oženil s Xenií Ivanovnou Simonovou. Od téhož roku také Florovskij vyučoval na místní Ruské právnické fakultě a na Vysoké škole ekonomické, kde přednášel dějiny ruské literatury. V roce 1923 Georgij Vasiljevič obhájil svoji magisterskou diplomovou práci na téma Historická filozofie Gercena. Florovskij se v Praze stal členem Bratrstva svaté Sofie, které založil protojerej Sergej Bulgakov, s nímž se však následně radikálně názorově rozešel. Společně s N. S. Trubeckým, P. N. Savickým, P. P. Suvčinským a dalšími se zde stal jedním ze zakladatelů euroasijského hnutí a podílel se na vytvoření sborníku-manifestu Odchod k východu (1921). Avšak jeho sympatie k tomuto učení netrvaly dlouho: podílel se ještě na dvou evroasijských sbornících (Na cestách, Berlín, 1922; Rusko a katolictví, Berlín 1923) a poté se dostal do sporu s představiteli tohoto hnutí. Nakonec vzájemnou spolupráci definitivně ukončil článek Euroasijské pokušení, který Florovskij publikoval v roce 1928. V roce 1923 se také Florovskij zúčastnil příprav prvního organizačního sjezdu Ruského studentského křesťanského hnutí v Přerově.
Ve 20. letech se Florovskij také spřátelil s N. A. Berďajevem, jejich vzájemné kontakty však ochladly, když Florovskij nepřijal Berďajevovo filozofické učení a navíc ho odsoudil ve svých Cestách ruské teologie.

### Život a činnost v Paříži
Florovskij v roce 1926 přijal pozvání katedry patrologie nově otevřeného Bohosloveckého institutu a odjíždí z Prahy do Paříže. Georgij Vasiljevič byl již tehdy všeobecně znám jako patrolog. Přestože neměl žádné speciální teologické vzdělání, byl v této oblasti vynikajícím samoukem. Učitelský sbor tohoto institutu tvořili profesoři předrevoluční duchovní školy (Anton Kartašov, episkop Venjamin (Fedčenkov)), a také významní představitelé inteligence, kteří se „vrátili k církvi“ (Sergej Bulgakov, Vasilij Zenkovskij a další). Florovskij měl mezi nimi zvláštní postavení: byl solidární se svými kolegy, pokud se týkalo snahy o oživení pravoslavného bohosloví a účasti na ekumenických setkáních s jinověrci, ale vždy stál v opozici k tehdy dominujícímu nábožensko-filozofickému hnutí spojenému s „sofiologií“ Vladimíra Solovjova. V Paříži byl Florovskij členem spolku Ikona.
V roce 1931 byl vysvěcen na diákona a v roce 1932 přijal kněžské svěcení z rukou metropolity Jevlogije (Georgijevského), exarchy Západní Evropy Konstantinopolského patriarchátu.
Období pařížského pedagogického působení se staly pro otce Georgije velmi plodnými: právě tehdy publikoval dvě knihy o učení otců (Východní otcové IV. století a Byzantští otcové V.-VII. století) a Cesty ruské teologie. K tomu, abychom plně pochopili význam tohoto literárního počinu pro danou dobu, můžeme připomenout jednu z nejčastějších poznámek otce Georgije z jeho přednášek o patrologii: „Otcové Církve,“ říkal Florovskij, „ze všeho nejčastěji bohoslovili, aby zavrhli heretiky. Ve snaze napravit „nesprávná“ slova křesťanského zvěstování nalézali „správná“ slova tak, že se je snažili vysvětlit, vyjádřit, ale nenalézali Pravdu, která zůstává vždy Pravdou díky svému božskému původu.“ V tomto přístupu je ukryta základní psychologická metoda Florovského kritiky ruské kultury. Otec Georgij přistupoval k bohosloví sice konzervativně, rozhodně však ne zpátečnicky. Jelikož byl historik, odmítal jakékoliv přihlouplé klanění se historii jako takové. Jeho hlavní starostí nebyla nikdy idealizace minulosti, ale problémy současnosti. Psychologickým impulzem, který Florovského inspiroval při psaní knih, bylo odmítnutí tzv. sofiologie ve všech jejích podobách, především pak v pracích jejích hlavních představitelů V. S. Solovjova, S. Bulgakova a otce Pavla Florenského. Ruská sofiologie byla podle něho jen jakousi větví německého idealismu, svérázným gnosticismem a celkově nezákonným použitím filozofie k vyjádření křesťanským dogmat. Pro Georgije Florovského spočívala základní myšlenka a úkol patristiky v nalezení správného klíče ke vzájemnému vztahu mezi filozofií a teologií. Sofiologové podle jeho názoru tento klíč vymezili nesprávně, avšak může být nalezen na příkladech řeckých otců, tedy v křesťanském helénismu, který se zřekl všech zdrojů cizích křesťanství, odsoudil svého zakladatele Órigena a dokázal se proměnit vnitřně, aby se stal skutečně křesťanským. Otec Georgij napsal: „Spisy svatých otců, to je nejen nedotknutelná pokladnice tradic. Jejich díla jsou pro nás zdrojem tvůrčí inspirace, příkladem křesťanského hrdinství a moudrosti. ...(cestou) k nové křesťanské syntéze, o kterou tak usiluje a již vzývá naše současnost. Přišel čas, abychom náš rozum uvedli do souladu s církví a vzkřísili pro sebe svaté a milostiplné základy církevního myšlení.“
Na tradičním aktu Sv. Georgijevského institutu v roce 1935 pronesl otec Georgij řeč nazvanou Úkoly ruského bohosloví. Jak píše Anton Aržakovskij, o. Georgij v této řeči poznamenal: „Absence perspektivy ruské historie ..., nedostatečné sebeuvědomění ruské teologie ..., neodvratný návrat k byzantskému myšlení.“ Řeč „doslova rozmetala Bulgakovovi drahou myšlenkovou niť ruské sofiologie a zněla jako otevřené vyhlášení války synů otcům.“
V roce 1937 obdržel čestný doktorát teologie (honoris causa) na univerzitě v Edinburghu. V létě roku 1939, krátce po dokončení práce na knize Cesty ruské teologie, byl otec Georgij Florovskij v Bělehradě, kde jej zastihl začátek války. Sklad vydavatelství byl zničen německou bombou a kniha se tak stala bibliografickou raritou. Válku strávil otec Georgij v Jugoslávii a v roce 1944 se ocitl u bratra v Praze, o rok později se mu podařilo vrátit do Paříže. Jelikož katedru patrologie vedl tehdy archimandrita Kiprián (Kern), Florovskij zde začal vyučovat morální teologii.

### Odchod do USA
Na pozvání amerického metropolity Feofila (Paškovského) odjel otec Georgij v roce 1948 do New Yorku, kde se stal profesorem dogmatického bohosloví, patrologie a pastorální teologie a později i děkanem Duchovního semináře sv. Vladimíra.
Protojerej Jovan Mejendorf, významný ruský zahraniční představitel, ve své předmluvě k 3. vydání knihy Cesty ruské teologie píše o Florovského americkém období: „Protože se okamžitě přesvědčil o tom, že pravoslaví v Americe je už dávno americké, tj. odpovídá americkým akademickým normám a vyžaduje systém duchovního vzdělávání v anglickém jazyce, otec Florovskij, nehledě na vlastní zakořeněnost v ruském prostředí a na vše ruské, co v něm bylo, se horlivě a úspěšně pustil do přetváření školy, které bylo ve značné míře dovršeno ještě v době jeho působení v jejím čele (1948-1955).“ Florovskij se také jako uznávaná autorita pravoslavného bohosloví začal aktivně účastnit amerického univerzitního života, a tak přednášel a psal. Nicméně další obsáhlejší spisy již nevydal. Co se týká ekumenického hnutí, v něm se Florovskij stal prakticky jediným hlasem pravoslaví. Tím pádem se jako člen výkonného výboru nově vytvořené Světové rady církví stal prakticky jedním ze zakladatelů.
Uznávanou autoritou se protojerej Georgij Florovskij stal nejen v církevních a ekumenických kruzích. Ruští slavisté a historikové, kteří znali jeho Cesty ruské teologie, uznávali jeho historické zásluhy a erudici. V roce 1954 byl zvolen prezidentem Národní rady církví v USA. V letech 1956 až 1964 Florovskij působil jako profesor církevní historie na Harvardově univerzitě. V roce 1964 odešel do penze a přestěhoval se do Princetonu, kde na místní univerzitě pokračoval v práci jako hostující profesor na katedrách slavistiky a bohosloví.
Georgij Florovskij zemřel 11. srpna 1979 v Princetonu. Zádušní mše se konala v chrámu sv. Vladimíra v Trentonu, ve kterém on sám tak často sloužil bohoslužby hojně navštěvované mnoha jeho kolegy a studenty.

## Kritiky a hodnocení
Základem Florovského teologie je myšlenka neopatristické syntézy, která je chápána jako tvůrčí přístup díky tomu, že zahrnuje současné filozofické zkušenosti a zároveň se vrací k tradici svatých otců jediné světové církve.
Nikolaj Losskij mluvil o Florovském jako o „nejpravoslavnějším ze všech současných ruských filozofů“.
Známý hodnostář pravoslavné církve ve Spojených státech Jovan Mejendorf v předmluvě k Cestám ruské teologie poznamenal na adresu Florovského, že ač byl v oblasti bohosloví vynikajícím samoukem bez formální bohoslovecké přípravy, dokázal se nejen ponořit do učení otců, ale dokonce se stát známým patrologem. Mnozí mluvili o jeho Cestách ruské teologie jako o základním bibliografickém přehledu historie duchovní kultury v Rusku. Kniha se dočkala mnoha vydání.
Nikolaj Berďajev začíná svoji recenzi Cest ruské teologie slovy: „Kniha otce Georgije Florovského dostala nesprávný název, měla se jmenovat Bloudění ruského pravoslaví nebo dokonce vzhledem k šířce látky, kterou kniha zpracovává, Bloudění ruské mysli či Bloudění ruské duchovní kultury.“
Berďajev i Lebeděv se zmiňují o tom, že kniha je věnována bohosloví v jeho tradičním významu v duchu 19. století, nicméně Florovskij neopodstatněně překročil tuto hranici a hodnotí nejen ruské bohosloví, ale celou ruskou duši. „Podle Florovského,“ píše protojerej Lev Lebeděv, „ruská duše jako celek … jde špatnou cestou.“
Celkově se názory Florovského s přibývajícími lety evolučně vyvíjely a měnily směrem k ortodoxnímu, tradičnímu pravoslavnému bohosloví. 

## Dílo
- Достоевский и Европа. — Sofie, 1922.
- На путях: Утверждение евразийцев: Кн. 2. — М., Berlín, 1922. – jeden z autorů sborníku
- Россия и латинство. — Berlín, 1923. - jeden z autorů sborníku
- Жил ли Христос? Исторические свидетельства о Христе. — Paris: YMCA-PRESS; Dobro, 1929.
- Восточные Отцы IV века. — Paříž, 1931; 2. vydání (reprint) — Paris: YMCA-Press, 1990; 3.vydání (reprint) — М.: Palomnik, 1992; 4. vydání (reprint) — Svatotrojická lavra sv. Sergije, 1999.
- Византийские Отцы V—VIII вв.: Из чтений в Православном богословском институте в Париже. — Paris, 1933; 2. vydání (reprint) —Paris: YMCA-Press, 1990; 3. vydání (reprint) — М.: Palomnik, 1992.
- Переселение душ: Проблема бессмертия в оккультизме и христианстве: Сборник статей. — Paris: YMCA-Press, 1935. - jeden z autorů sborníku
- Пути русского богословия. — Paris, 1937; 2. vydání (reprint) — Paris: YMCA-Press, 1983; 3. vydání (reprint) — Vilnius, 1991; 4. vydání (reprint) — Kyjev: Путь к истине, 1991; česky: Cesty ruské teologie. - Olomouc: Refugium Velehrad-Roma, 2015.
- Флоровский Г. В. Вера и культура Archivováno 21. 9. 2016 na Wayback Machine.
- Флоровский Г. В. Оправдание знания Archivováno 21. 9. 2016 na Wayback Machine.
- Флоровский Г. В. Смысл истории и смысл жизни Archivováno 20. 9. 2016 na Wayback Machine.
- Bible, Church, Tradition. — Belmont, 1972.
- Отцы первых веков. — Kirovograd, 1993.
- Из прошлого русской мысли: Сборник статей. — М.: Аграф, 1998.
- Избранные богословские работы. — М.: Пробел, 2000.